# Чинели (Витербо)
Чинели је насеље у Италији у округу Витербо, региону Лацио.
Према процени из 2011. у насељу је живело 255 становника. Насеље се налази на надморској висини од 176 м.